# بكتيريا حمض الخليك
بكتيريا حمض الخليك أو بكتيريا حامض خليك (بالإنجليزية: Acetic Acid Bacteria)  اختصارا تعرف ب (AAB) هي مجموعة من البكتريا سالبة الجرام والتي تستطيع أكسدة السكريات أو الإيثانول وإنتاج حمض الخليك خلال التخمر. بكتريا حمض الخليك تتكون من 10 أجناس في الفصيلة الخلالية أو ((Acetobacteraceae)). عدة أنواع من بكتيريا حمض الخليك تستخدم في الصناعة لإنتاج بعض الأطعمة والمواد الكيميائية.

## الخصائص
كل بكتريا حمض الخليك تكون على شكل عصا وتتبع البكتيريا الهوائية الإجبارية.

## الحدوث
بكتريا حمض الخليك تكون محمولة جوا في كل مكان في الطبيعة. كما أنها تتواجد بنشاط في البيئات حيث يتكون الإيثانول نتيجة تخمير السكريات. ويمكن أن تعزل عن رحيق الزهور والفاكهة التالفة. مصادر أخرى جيدة هي عصير التفاح الطازج والبيرة غير المبسترة التي لم يتم تصفيتها وتعقيمها. في هذه السوائل، تنمو هذه البكتريا كشريط على السطح وذلك بسبب طبيعتها الهوائية وحركتها النشطة. ذباب الفاكهة أو ثعابين الخل (Vinegar eels) تعتبر من أشهر الناقلات في نشر بكتيريا حمض الخليك.

## ايقافها
نمو بكتريا حمض الخليك في النبيذ يمكن وقفه من خلال فعالية التطهير عن طريق الاستبعاد الكامل للهواء من النبيذ في التخزين واستخدام كميات معتدلة من ثاني أكسيد الكبريت في الخمور كمادة حافظة.

## التمثيل الغذائي
ينتج الخل عندما تتفاعل بكتريا حمض الخليك مع المشروبات الكحولية مثل النبيذ.
بعض أجناس مثل خلالية (بكتيريا) (أم الخل), يمكنها أكسدة الإيثانول إلى ثاني أكسيد الكربون والماء باستخدام إنزيمات دورة كريبس. أجناس أخرى، مثل جلوكونوباكتر (Gluconobacter) لا يمكنها أكسدة الإيثانول، لأنها لا تحتوي على مجموعة كاملة من إنزيمات دورة كريبس.
كما أن هذه البكتيريا تنتج حمض، أنها عادة ما تكون متحملة للحمض، وتنمو بشكل جيد إذا كان الأس الهيدروجينى (PH) أقل من 5.0، على الرغم من أن درجة الحموضة المثلى لنموها هي من 5.4-6.3.
نوع واحد من خلالية (بكتيريا) هو أسيتوباكتر زيلنم (ِAcetobacter Xylinum)
قادر على تصنيع السليلوز. تصنيع السليلوز يتم حصرا بواسطة النباتات
.

## مزيد من القراءة
- الايكولوجية حدوث Gluconacetobacter diazotrophicus و النتروجين Acetobacteraceae الأعضاء: في نمو النبات تعزيز 2008. Microb Ecol. 55(1):130-40.
- الأجناس والأنواع في بكتريا حمض الخليك, 2008 Int. J. الغذاء Microbiol. حجم 125 ، العدد 1 ، الصفحات من 15 إلى 24.
- متعدد الأطوار تصنيف بكتريا حمض الخليك: لمحة عامة عن المطبقة حاليا منهجية, 2008 Int. J. الغذاء Microbiol. حجم 125, العدد 1, صفحات 2-14
- تطبيقات التكنولوجيا الحيوية من بكتريا حمض الخليك, 2008, الاستعراضات النقدية في مجال التكنولوجيا الحيوية ، المجلد 28 ، العدد 2 ، 101-124
- تقييم استمرارية ونمو Acetobacter senegalensis تحت مختلف ظروف الإجهاد, 2013 Int. J. الغذاء Microbiol.حجم 163 ، العدد 2-3, 204-213